# Felice Bialetti
Pour les articles homonymes, voir Bialetti (homonymie).
Felice Bialetti, né en 1869 à Mede en Lombardie, et mort en 1906 à Mede, est un sculpteur italien.

## Biographie

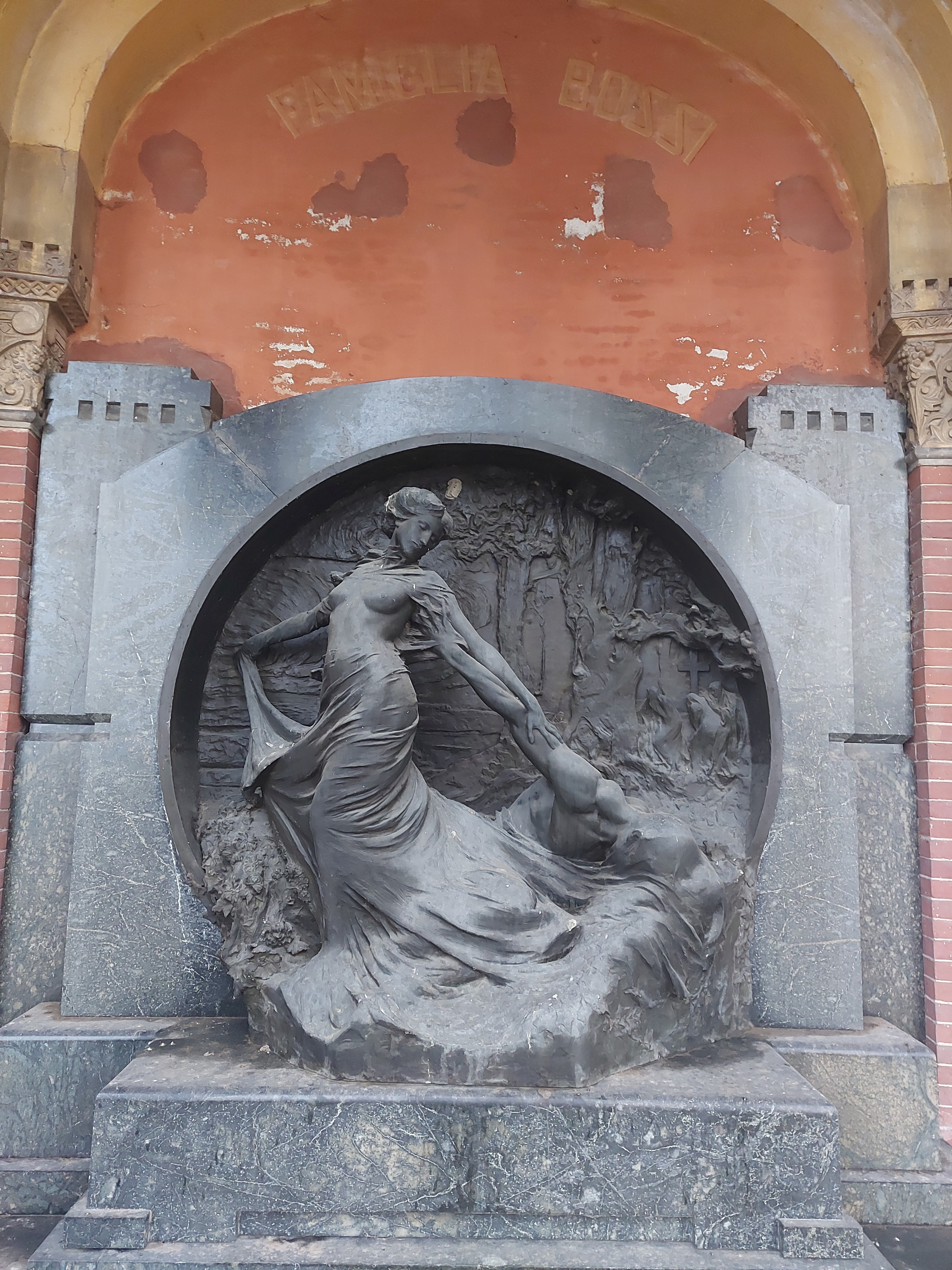
Le Monument à la famille Bossi au cimetière de Mortara.

Felice Bialetti, né en 1869 à Mede en Lombardie, a étudié aux académies de Turin, de Rome et de Milan. Il a reçu le premier prix dans plusieurs compétitions à Milan et la principale médaille d'or à Venise en 1903. En plus d'une statue dans la cathédrale de Milan et une série d'importants monuments funéraires, il a sculpté de nombreuses œuvres individuelles majeures. Il est l'auteur du mausolée de la Famille Izar au cimetière de Milan et de plusieurs œuvres au cimetière de Mortara.